# 流石景
流石景（日语：／，1981年10月6日—），本名佐佐木惠子，青森县出身，日本女性漫画家。毕业于弘前中央高等学校、東洋美術学校。代表作《家有女友》。

## 职业生涯
- 2005年，获得マガジングランプリ6月期鼓励奖。
- 2007年，以在『マガジンSPECIAL』1月号上的出道作『FIND NEW WAY!』获得第79届周刊少年Magazine新人漫画奖。
- 2009年，開始連載『GE～Good Ending～』（週刊少年Magazine 2009年38號）。
- 2013年，『GE～Good Ending～』完结（週刊少年Magazine 2013年06號）。
- 2014年，開始連載『家有女友』（週刊少年Magazine 2014年21・22合併号）。
- 2020年，『家有女友』完結（週刊少年Magazine 2020年28号）。
- 2023年，開始連載『一緒に暮らしていいですか？』（ 2023年3月號）。[2][3]

## 作品列表

### 連載作品
- 《GE～Good Ending～》（週刊少年Magazine 2009年38號 - 2013年06號，已完結）全16卷。
- 《家有女友》（週刊少年Magazine 2014年21・22合併号 - 2020年28號，已完結）全28卷。
- 《可以一起住嗎？》（一緒に暮らしていいですか?）（ 2023年3月號 - ，連載中）已出版4卷。[2][3]

### 短篇作品
- FIND NEW WAY!（『Magazine SPECIAL』2008年1月号）
- Smile Answer（『Magazine DRAGON』2号）
- 『GE～Good Ending～』（週刊少年Magazine 2009年19号）
- Medicine（『Magazine SPECIAL』2013年6月号）

## 师承
- 日向武史

## 助手
- 梅山たらこ
- オギノユーヘイ
- るり原ズラチー